# Lapti
Les lapti ou laptis (en russe лапти, qui est un pluriel ; le singulier est лапоть, lapot') sont des chaussures traditionnelles russes fabriquées avec des lanières d’écorce de tilleul, de bouleau ou d’orme.
Elles sont portées depuis la préhistoire. Des moules en bois servant à leur fabrication ont été retrouvés lors de fouilles sur des sites néolithiques.
On trouvait les laptis principalement chez les habitants des forêts du nord de l’Europe. Elles étaient portées par les plus pauvres chez les peuples finnois, baltes et slaves orientaux. Elles étaient faciles à fabriquer mais d’une durée de vie courte. 
Les laptis ont été portés en Russie jusque dans les années 1930. Aujourd’hui elles sont vendues comme souvenir ou accompagnent des démonstrations en costume traditionnel.

Galerie
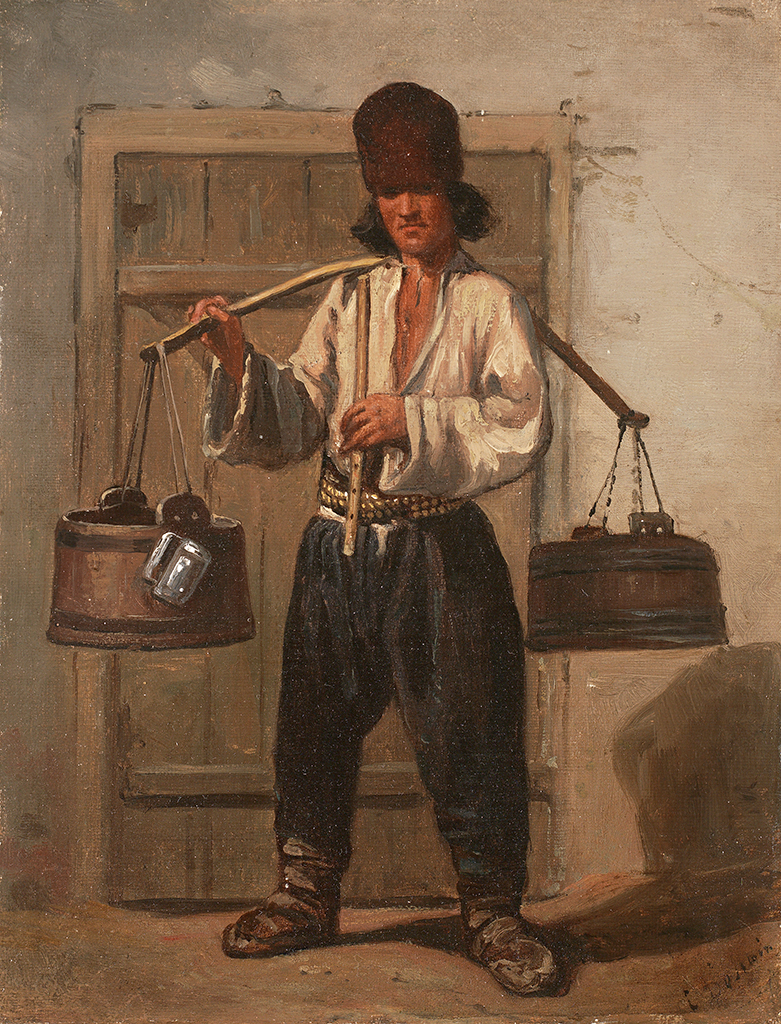
Un marchand de kvas chaussé de laptis, toile d'Émile François Dessain (1808-1882).
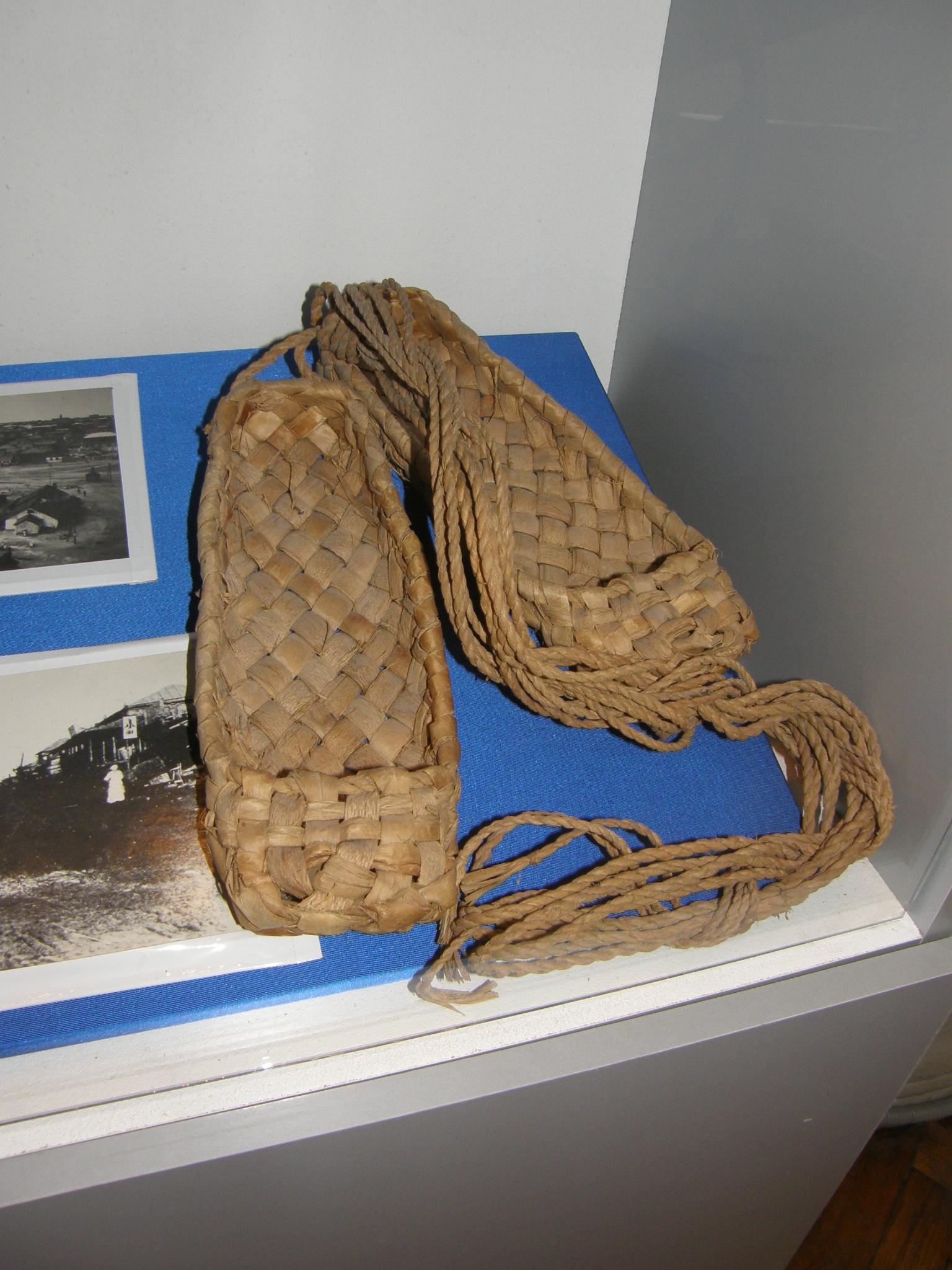
Une paire de laptis, musée d'histoire de la métallurgie de Donetsk, 2009.